# Білі (Польське повстання 1863—1864)
«Білі» — розмовна назва поміркованого (ліберально-консервативного) табору в польському національному русі до початку та під час Січневого повстання (1863—1864), що діяв протягом 1861—1864 років у Польщі та в еміграції. Одна з двох (поряд із «червоними») основних політичних груп Королівства Польського того часу. Політичний табір, що представляв поміщицьку шляхту, буржуазію та міську інтелігенцію, проголошуючи гасло незалежності.

## Історія

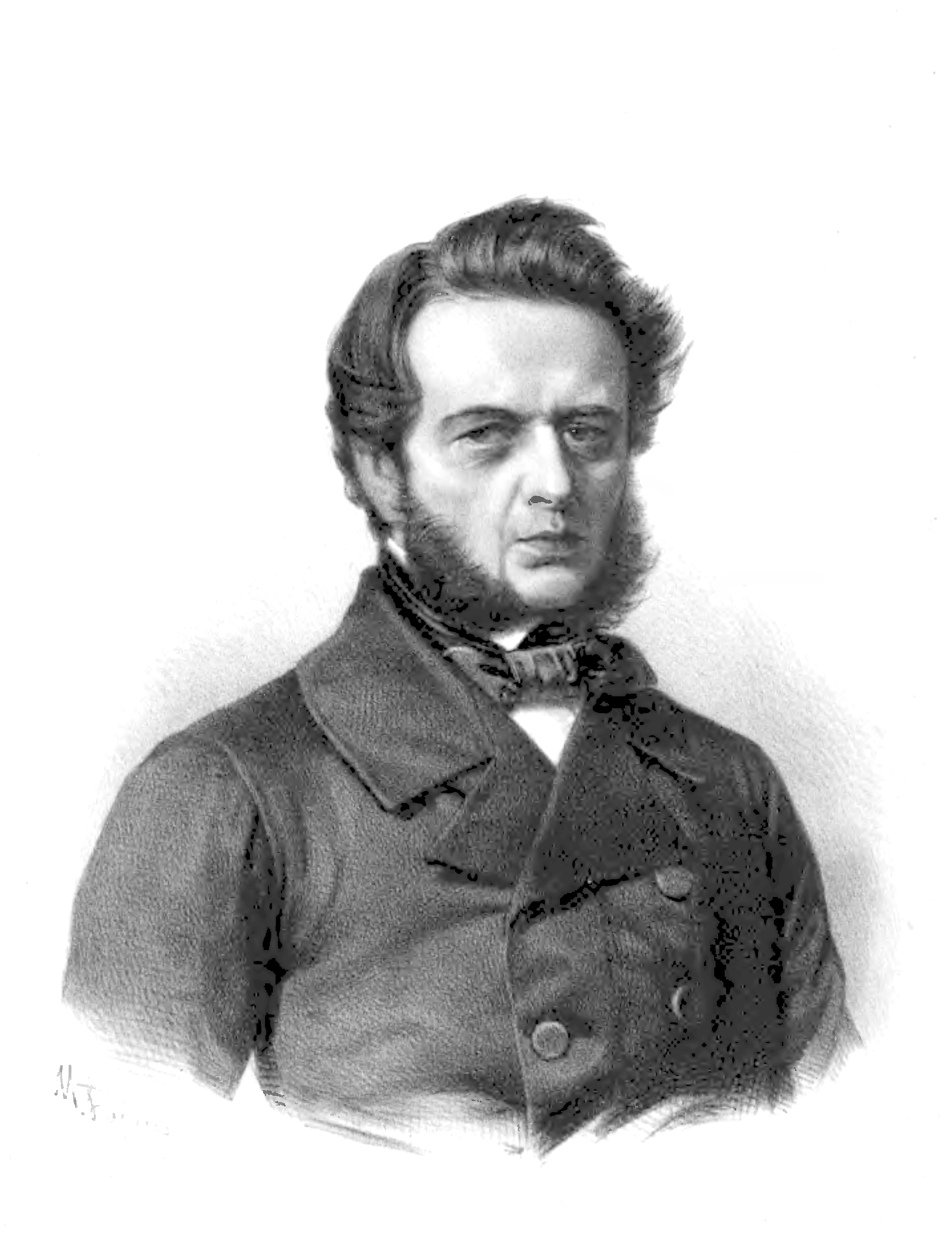
, один із найвидатніших «білих» активістів

У 1833—1858 роках у Королівстві Польському діяв воєнний стан. 1858 року російський цар Олександр II дозволив створити  Сільськогосподарське товариство у Варшаві — землевласницьку організацію, яку очолював Анджей Замойський. Товариство ставило за мету загальне скасування кріпосного права і його заміну орендою або повним звільненням селян.
Суспільство розглядало Сільськогосподарське товариство як неофіційне представництво нації, і керівники товариства мали намір досягти політичного компромісу з царською владою. Товариство як єдина легальна польська організація користувалось великим авторитетом серед поляків, і вони очікували, що воно представлятиме інтереси польської нації та вимагатиме від росіян подальших політичних поступок. 
Велика патріотична демонстрація 8 квітня 1861 року закінчилася різаниною натовпу російською армією (кілька сотень загинули та отримали поранення). Ця подія спонукала активістів Сільськогосподарського товариства активніше долучитися до національного руху. Коли царський режим розпустив Сільськогосподарське товариство та Міську делегацію, наприкінці 1861 року була створена організація «білих», яка на початку 1962-го встановила таємний виконавчий комітет, так звану Сільську дирекцію.

## Політична програма
«Білі» закликали зосередитися на органічній праці, мирних патріотичних демонстраціях, переговорах із загарбником та посиленні зв'язків між розділеними територіями Речі Посполитої. Поміщики, буржуазія та інтелігенція зібралися навколо товариства, вимагаючи від царя відновити політичну автономію, власну адміністрацію та польську армію, рівні права для євреїв, приєднання земель, відібраних в Королівства, — вони хотіли досягти цього, не розпочавши збройного повстання найближчим часом. Врешті «білі» почали проголошувати гасла створення незалежної польської держави із земель, що перебували під владою Росії. «Білі» сподівалися уникнути збройної боротьби через очікувані репресії проти поляків. Боротьбу за незалежність вони пов’язували з дипломатичним втручанням Франції та Великої Британії (інтернаціоналізація польської справ). Їхні політичні погляди були протилежними повстанським прагненням «червоних», а також примиренній політиці Олександра Велопольського. Зрештою, «білі» допускали можливість організації чергового національно-визвольного повстання, але лише у випадку провалу дипломатичних зусиль. Повстання мало бути ретельно підготовлене та підтримане західними державами.
Лівим крилом «білих» були міллери. «Білі» підтримали Січневе повстання лише в лютому 1863 року, прагнучи взяти на себе його керівництво. У березні 1863 року їм це вдалося, і диктатором повстання став Маріан Лангевич, проте було прийнято рішення про розпуск «білих» організацій. Після падіння Лангевича «білі» здобули вирішальну перевагу в Національному Уряді.

## Учасники
Найважливіші активісти «білих»:
- Леопольд Кроненберг[pl]
- Анджей Артур Замойський[pl]
- Кароль Рупрехт[pl]
- Едвард Юргенс[pl]
- Кароль Маєвський